# Зебров морски език
Зебровите морски езици (Zebrias zebra) са вид актиноптери от семейство Морски езици (Soleidae).
Таксонът е описан за пръв път от Маркус Елиезер Блох през 1787 година.